# Шубино (Владимирская область)
Шубино — деревня в Гороховецком районе Владимирской области России, входит в состав Денисовского сельского поселения.

## География
Деревня расположена в 23 км на юго-восток от центра поселения посёлка Пролетарский и в 18 км на юго-запад от Гороховца. 

## История
По переписным книгам 1678 года деревня входила в состав Флоровского прихода, в ней было 27 дворов.
В XIX — первой четверти XX века деревня входила в состав Красносельской волости Гороховецкого уезда, с 1926 года — в составе Гороховецкой волости Вязниковского уезда. В 1859 году в деревне числилось 46 дворов, в 1926 году — 90 дворов.
С 1929 года деревня являлась центром Шубинского сельсовета Гороховецкого района, с 1940 года — в составе Чулковского сельсовета, с 2005 года в составе Денисовского сельского поселения.

## Население
| 1859 | 1905 | 1926 | 2002 | 2010 | 2021 |
| ---- | ---- | ---- | ---- | ---- | ---- |
| 370  | ↗444 | ↘336 | ↘21  | ↘8   | ↘5   |